# Sabana-Camagüey-Archipel
Der Sabana-Camagüey-Archipel (spanisch Archipiélago de Sabana-Camagüey) ist eine Inselkette vor der Nordküste Kubas, die aus einer Vielzahl von Cays besteht. Er befindet sich an den Küsten der Provinzen Matanzas, Villa Clara, Sancti Spíritus, Ciego de Ávila und Camagüey. Der Archipel erstreckt sich von Nordwest nach Südost über eine Länge von 475 km und kann geographisch in einen nordwestlichen Abschnitt (Archipiélago de Sabana) und einen südöstlichen Abschnitt (Archipiélago de Camagüey) unterteilt werden.
Der Sabana-Camagüey-Archipel ist die Heimat für Flamingos und zahlreiche Meerestiere bzw. Pflanzen, die in diesem aquatischen Ökosystem ihr Zuhause haben. Die vielfältige Pflanzen- und Tierwelt wird mit Geldern eines internationalen Hilfsfonds geschützt. Es gibt mehr als 35 Schutzgebiete, hier sind vor allem die Bahía de Buena Vista und der Nationalpark Caguanes zu nennen.
Die Strände und Korallenriffe des Archipels bieten Raum für zahlreiche Freizeitaktivitäten. Bei Touristen sind vor allem die Inseln der Jardines del Rey, Cayo Coco und Cayo Guillermo, beliebt.